# 58.ª División (Ejército Popular de la República)
La 58.ª División —originalmente denominada 6.ª División asturiana— fue una de las divisiones del Ejército Popular de la República que se organizaron durante la guerra civil española sobre la base de las Brigadas Mixtas.

## Historial
La unidad fue creada en marzo de 1937, formada a partir de varias brigadas asturianas. Durante sus primeros meses de existencia permaneció en el inactivo frente asturiano, integrada en el III Cuerpo de ejército asturiano. El 6 de agosto la unidad fue reorganizada y renombrada como «58.ª División», quedando integrada en el XVI Cuerpo de Ejército.
Durante la campaña de Asturias la división permaneció situada en los puertos de montaña, defendiéndolos frente a la tentativa de las fuerzas franquistas mandadas por el general Antonio Aranda. En octubre, desbordada por el avance enemigo —que amenazaba con cercarla—, se retiró hacia Gijón, donde terminaría autodisolviéndose.

## Mandos
Comandantes
- comandante de infantería Eduardo Rodríguez Calleja[2] (desde marzo de 1937);
- mayor de milicias Arturo Vázquez Vázquez (desde junio de 1937);
- mayor de milicias Máximo Ocampo Gil (desde octubre de 1937);

## Orden de batalla
| Fecha                | Cuerpo de Ejército adscrito | Brigadas Mixtas integradas | Frente de batalla |
| -------------------- | --------------------------- | -------------------------- | ----------------- |
| 6 de agosto de 1937  | XVII Cuerpo de Ejército     | 186.ª, 187.ª y 188.ª       | Asturias          |
| 5 de octubre de 1937 | XVII Cuerpo de Ejército     | 187.ª, 188.ª y 194.ª       | Asturias          |